# Marija Šerifovićová
Marija Šerifovićová (srbskou cyrilicí: Марија Шерифовић; * 14. listopadu 1984 Kragujevac, Srbsko) je srbská zpěvačka. Je dcerou populární srbské zpěvačky Verici Šerifovićové. V roce 2007 Šerifovićová zvítězila na Eurovision Song Contest 2007 s písní „Molitva“.

## Biografie

### 2003–2004
V roce 2003 vydala Marija debutové album Naj, Najbolja. S písní „Gorka čokolada“ se zúčastnila Budva Festivalu. O rok později na stejném festivalu zvítězila s písní „Bol do ludila“. Tento singl ji také dostal na přední místa srbských hitparád.

### 2005–2006
S písní „Ponuda“ se Šerifovićová v roce 2005 zúčastnila srbského předvýběru a následně národního kola Srbska a Černé Hory do Eurovize 2005. Obsadila 18. místo. Na srbském Radio Festivalu zvítězila s písní „U nedelju“. V roce 2006 bylo vydáno druhé album Bez Ljubavi.

### 2007: Vítězství v Eurovizi
8. března 2007 Marija zvítězila v soutěži Beovizija, srbském národním kole do Eurovize 2007. S písní „Molitva“ se tak stala první reprezentantkou samostatného Srbska na soutěži. 10. května vystoupila v mezinárodním semifinále v Helsinkách, odkud postoupila do finále. O dva dny později ve finále zvítězila se ziskem 268 bodů. Od diváků z České republiky obdržela 8 bodů. Jedná se o první vítěznou píseň zpívanou v národním jazyce od roku 1998, kdy bylo od jazykového pravidla na soutěži upuštěno.
Po návratu do Srbska ji na Mezinárodním letišti Nikoly Tesly přivítalo 100 000 Srbů. Koncem května vystoupila pro 60 000 diváků v rodném Kragujevacu.

### 2008–dosud
Díky vítězství písně „Molitva“ na Eurovizi se následující ročník soutěže přesunul do Bělehradu. Marija svým vystoupením otevřela finále. V roce 2008 vydala třetí album Nisam Anđeo a kompilaci Molitva - The Best Of. O rok později bylo vydáno čtvrté studiové album Anđeo.

## Diskografie

### Alba
- 2003: Naj, Najbolja
- 2006: Bez Ljubavi
- 2008: Nisam Anđeo
- 2009: Anđeo

### Kompilace
- 2008: Molitva - The Best Of

### Singy
- 2003: „Znaj da znam“
- 2003: „Naj, najbolja“
- 2003: „Gorka čokolada“
- 2004: „Bol do ludila“
- 2005: „Ponuda“
- 2005: „Agonija“
- 2005: „U nedelju“
- 2006: „Bez ljubavi“
- 2006: „101“
- 2007: „Molitva“
- 2008: „Nisam Anđeo“
- 2009: „Šta da zaboravim“
- 2010: „Jedan vidi sve“